# Colleen McCullough
Colleen McCullough (Wellington, Nova Gal·les del Sud, Austràlia, 1 de juny de 1937 - Illa Norfolk, Austràlia, 29 de gener de 2015) era una neuròloga i escriptora australiana de novel·les romàntiques i històriques.
Va iniciar la seva carrera literària amb la publicació el 1974 de Tim (de la qual se'n va fer una pel·lícula protagonitzada pel Mel Gibson i la Piper Laurie), es va fer famosa amb The Thorne Birds de 1977, un best-seller internacional sense precedents de la qual se'n va fer una sèrie que TV3 va emetre amb el títol L'ocell espina. Seguidament va publicar An Indecent Obsession, A Creed for the Third Millennium, The Ladies of Missalonghi, El Relat de Morgan i la sèrie en set parts dels Masters of Rome. El rigor històric d'aquestes novel·les romanes li va suposar rebre el títol de Doctora de Lletres per la Macquarie University el 1993.
Va estudiar neurologia i va treballar com a neurofisiòloga a Austràlia i el Regne Unit. Va fundar el departament de neurofisiologia al Royal North Shore Hospital de Sydney, i després va treballar com a investigadora i professora a la Yale Medical School durant deu anys. Des de finals dels 70 viu a l'illa de Norfolk, a l'Pacífic Sud, amb el seu marit Ric Robinson.

### Masters of Rome
1. 1990: The First Man in Rome
2. 1991: The Grass Crown
3. 1993: Fortune's Favorites
4. 1996: Caesar's Women
5. 1997: Caesar: Let the Dice Fly
6. 2002: The October Horse
7. 2007: Antony and Cleopatra

### Novel·les
- 1974: Tim
- 1977: The Thorn Birds
- 1981: An Indecent Obsession
- 1985: A Creed for the Third Millennium
- 1987: The Ladies of Missalonghi
- 1998: The Song of Troy
- 1999: The Courage and the Will: The Life of Roden Cutler VC
- 2000: El Relat de Morgan (Morgan's Run)
- 2003: The Touch
- 2004: Angel Puss
- 2006: On, Off